# Pseuderia frutex
Pseuderia frutex är en orkidéart som först beskrevs av Rudolf Schlechter, och fick sitt nu gällande namn av Rudolf Schlechter. Pseuderia frutex ingår i släktet Pseuderia och familjen orkidéer. Inga underarter finns listade i Catalogue of Life.